# ماکسیم خرامتسوف

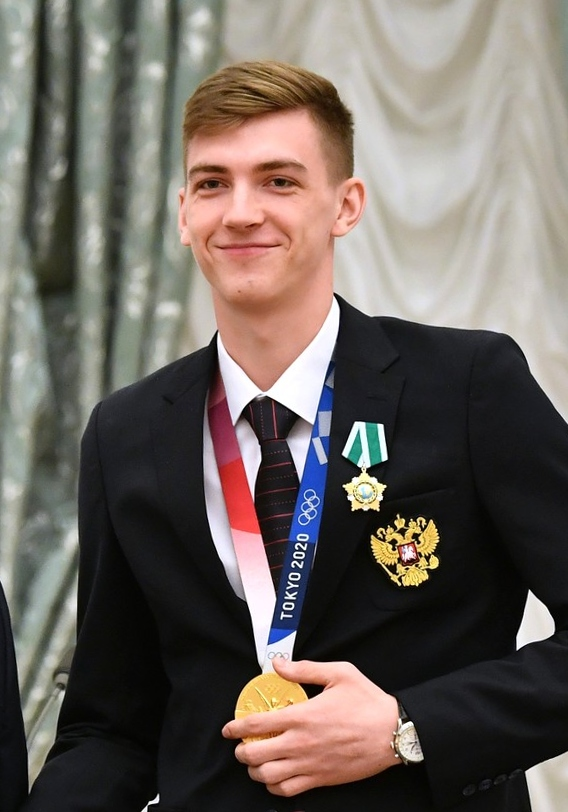
ماکسیم سرگئیویچ خرامتسوف در سال ۲۰۲۱

ماکسیم سرگئیویچ خرامتسوف (انگلیسی:Maksim Sergeyevich Khramtsov؛ متولد ۱۲ ژانویه ۱۹۹۸) یک تکواندوکار اهل روسیه است. وی در مسابقات قهرمانی تکواندو جهان ۲۰۱۷ در سبک‌وزن به مدال طلا دست یافت.
یک سال بعد، در مسابقات تکواندو قهرمانی اروپا ۲۰۱۸ در کازان، روسیه، خرامتسوف در بازی نهایی آرون کوک را با نتیجه نهایی ۵۸–۱۶ شکست داد.